# Seznam hlavních postav knižní série Skleněný trůn
Tento článek je seznam hlavních postav knižní série Skleněný trůn.

## Kladné postavy

### Lidé

#### Dorian Havilliard II.
Dorian je nejstarší syn Adarlanského krále a královny Georginy, což z něj činilo korunního prince království, dokud se nestal králem Adarlanu místo svého otce. Jeho nejlepším přítelem je Chaol Westfall, kapitán adarlanské stráže a později jeho pravá ruka ve všech věcech královských. Jeho přítelkyní a oddaným spojencem je také Adarlanský zabiják, Celeana Sardotien, o níž v prvním díle jevil milostný zájem.
Co se jeho vzhledu týče, má černé havraní vlasy a safírově modré oči, podle Celaeny barvu „vod jižních zemí“. Dorian je velice soucitný, někdy mrzutý, ale jinak velice zvědavý, milý a rád pěstuje svou lásku ke čtení, což ovšem neznamená, že by jeho bojovné schopnosti nějak pokulhávaly. Kromě toho je Dorian ke svým přátelům velmi loajální, avšak je také velkým lamačem dívčích srdcí, alespoň na začátku příběhu.
Později se v knize projevují jeho magické schopnosti, které v sobě chová jako potomek dávných víl. Tyto schopnosti nejen jemu, ale i jeho přátelům nejednou pomohou zachránit život a dokonce je později využije jako ničivý prostředek ke srovnání jeho domova (Skleněného zámku) se zemí.
Jako potomek víl (Fae) má Dorian velmi silnou magickou moc, ale musí se jí naučit ovládat, jelikož by mohl lehce všechno zničit. Dorian si za element vybral led a sníh.

#### Chaol Westfall
Je pohledný bývalý kapitán stráže a přítel Aelin Ashryver Galathynius, se kterou si v jednom čase prožil milostný vztah, později ale zůstali pouze přáteli. Chaol byl dědicem země svého otce, ale aby mohl zůstat ve Zlomuvalu (hlavní město Adarlanu) se svým přítelem Dorianem, tak se titulu vzdal. Ve dvaceti se stal kapitánem královské stráže a po převratu se stal zástupcem krále Doriana.

#### Nesryn Faliq
Je bývalá městská strážkyně Zlomuvalu. Stala se jí z toho důvodu, že v dětství byla bita ostatními dětmi a stráže ji nepomohli. Po převratu se stala kapitánkou královské stráže a blízkou přítelkyní krále Doriana a jeho zástupce Chaola, stejně jako spojence královny Terassenu Aelin.

#### Sam Cortland
Byl nájemným vrahem, velmi dobrým přítelem a později milencem Celaeny Sardothien. Narodil se ve Zlomuvalu jedné kurtizáně. Jeho matka požádala Arobynna Hamela, aby ho trénoval a Sam se tak vyhnul nevěstinci. Vytvořil si s Celaenou silné pouto, ale nakonec byl zabit, když odešel z Arobynnových služeb.

#### Nehemia Ytger
Byla princezna Eyllwe a kamarádka Celaeny a uměla využívat znamení Sudby, kterými Celeaně několikrát zachránila život. Ve druhém dílu je zavražděna nájemným vrahem.

#### Kaltain Rompier
Byla dáma Adarlanu a přítelkyně (později manželka) vévody Perringtona díky svému silnému magickému původu.
Kaltain měla ohnivou magii, kterou Perrington pomocí Valga a implantátu klíče Sudby změnil na stínový oheň. Ten potom sama využila ke svému usmrcení.

#### Evangeline
Je mladá dívka, kterou vlastnila madam Clarisse v nevěstinci. Byla přidělena Lysandře jako akolyta, ale Lysandra ji udělala na tváři jizvu, jelikož nechtěla, aby se stala prostitutkou. Společně se svými přáteli odcestovala do Terasenu.

### Víly

#### Aelin Ashryver Bělotrn Galathynius (Celaena Sardothien)
Také známá jako Adarlanský zabiják nebo Celaena Sardothien je ztracená Terrasenská královna. Jako dítě byla zachráněna a trénována Arobynnem Hamelem v Tvrzi vrahů. Byla uvězněna rok v solných dolech Endovieru a nakonec se stala zabijákem Adarlanského krále. Aelin zjistila, že král ovládá temnou magii, takže by mohl ohrozit mnoho nevinných lidí. Její přítel Chaol Westfall zjistí, že je Aelin víla a proto ji pošle do Wendlynu, kde si myslí, že bude v bezpečí, ale opak je však pravdou. Postupem času přijme svou pravou identitu zpět a začne opět používat svoje pravé jméno, Aelin.
Aelin ovládá oheň a může ho přeměňovat do jakékoliv podoby, jako je štít, dýka nebo šíp. Může se hojit a má pouze vílí podobu.

#### Rowan Whitethorne Galathynius
Rowan Whitethorne je vílí válečník a jedním z šesti elitních vílích bojovníků. On a Aelin byli carranam. Po ukončené krevní přísahy s Maeve, přísahá krví Aelin Ashryver Galathynius a stane se prvním členem jejího dvora. S Aelin si vytvoří silné pouto a stal se jejím milencem a manželem.
Rowan má ledovou a větrnou magii. Může se taktéž hojit, jelikož je víla. Má dvě formy na přemenu: féeeeerpvia su to a jestřábí.

#### Aedion Ashryver
Je bratrancem Aelin Galathynius. Postupem času zjistí, že jeho otec je Gavriel. Po matčině smrti Aedion odešel do Orynthu, kde se spřátelil s Aelin. Oba dva se setkali s mladým Dorianem, před dobytím Terrasenu. V dospělosti bojuje za povstalce.

### Ostatní

#### Manon Černozobá
Je Železozubá čarodějnice z klanu Černozobých. Je ve vedení, je velitelkou Třináctky a také poslední Crochanskou královnou. Manon se narodila Lothian Černozobé a Crochanskému princi. Nosí červený plášť na důkaz jejího prvního zabití Crochanky.

#### Asterin Černozobá
Byla Železozubá čarodějnice z klanu Černozobých. Je Manoninou sestřenicí a zastávala funkci jako první pobočnice v Manonině Třináctce. V poslední knize Kingdom of Ash se se zbytkem Třináctky (kromě Manon) obětovala, aby zabila Matku Černozobou.

#### Elide Lochan
Je dcerou lorda Cala Lochana a lady Marion Lochanové. Je taktéž členkou klanu Černozobých. Elide byla plaché dítě a byla držena v kamenné věži. Adarlanský král nechal všechny povraždit a ujal se ji její krutý strýc Vernon. Nakonec od něj utekla a vydala se hledat Celaenu Sardothien.

#### Lysandra
Je měničem a může si vybrat jakoukoliv podobu. Jako dítě byla vyhozena z domova. Pár dní strávila jako různá zvířata nebo mladé dívky prosící o jídlo. Po pádu magie zůstala uvězněna v jednom z krásných těl a byla nalezena Arobynnem Hamelem a darována Clarisse.

#### Rychlotlapka
Je Celaenin pes, kterého jí daroval Dorian, jako dárek ke svátku yule. Když Chaol utíkal z hradu, vzal ji s sebou. Zanechal ji u Faliqových, kde se o ní starali do té doby, než si ji vzali do Terrasenu, kde žije spolu s Evangeline a Murtaughem.

## Záporné postavy

### Lidé

#### Arobynn Hamel
Byl králem vrahů na severním kontinentu a vůdcem Zlomuvalského cechu vrahů. Arobynn se poprvé objevil před deseti lety, kdy zachránil a vycvičil Celaenu Sardothien. Nakonec je zabit ve spánku Lysandrou.

#### Dorian Havilliard I.
Po většinu času přezdíván jako Adarlanský král byl otcem Doriana a Hollina a manžel Georginy. Nechal dobýt kontinent spolu se všemi lidmi. Po dobytí Terrasenu zakázal magii, vyvraždil víly a lidi s magií a spálil staré knihy. Nakonec je zabit a sám odhaluje, jak to doopravdy bylo.

#### Cain
Byl Perringtonův kandidát na funkci šampiona. Sloužil v králově armádě a nakonec se připojil k Perringtonovi. Používal znamení Sudby a díky vyvolání Ridderaka, který zabíjel další šampiony a díky tomu získával Cain sílu. Ve finálním souboji byl však zabit Chaolem.

#### Vévoda Perrington
Je bratrancem Adarlanského krále a vládce Morathu. Postupně se ukazuje, že Valgský král Erawan ovládl jeho tělo a plánuje použít klíče Sudby k otevření portálu, aby přivedl do světa ještě více temnoty.

### Ostatní

#### Matka Černozobá
Je babička Manon a Matka klanu Černozobých. Zabila svoji dceru a poté i jejího manžela. V době temna a navrácení magie ji Třináctka včetně Manon nemá ráda, jelikož schvalovala experimenty na čarodějnicích.

#### Erawan
Je jeden ze tří valgských králů. Je starý tisíce let a na počátku věků pronikl do Eriley z jiného světa. Existuje jediný způsob jak ho dostat zpátky odkud přišel a to pomocí klíčů sudby s nimiž se musí zapečetit brána sudby. Ale má to ještě jednu podmínku – musí se vyrobit jistý předmět a aby se vyrobil, je potřeba aby zemřel někdo mocný. Poprvé se o uzamčení brány pokusil první král Terrasenu Branon, který ukul takzvané Eleňino oko. Avšak jeho dcera Elena nevěděla o Branonově plánu ohledně brány sudby nic, pouze si myslela, že oko poslouží k zničení Erawanovy armándy a tak jednou otci oko ukradla. Říká se legenda, že Eleně oko ukázalo pravdu a tak vyslovila Erawanovo skutečné jméno, čímž odvedla jeho pozornost a Elenin manžel a první král Adarlanu Gavin měl čas Erawana uzamknout do hrobky, kterou pak společně zapečetěli v podzemí pod Černohorami a na jejich vrchulku vystavěli pevnost zvanou Morath.

#### Maeve
Je vílí královnou Doranelle a jednou ze tří sester. Důležitým aspektem je Maevino odmítnutí pomoci královně Evalině, jelikož Evalin odmítla předat Aelin do jejích spárů. Od té doby se z Maeve stala temná královny, kterou ani její lid nemá v oblibě. V pátém díle se zjistí, že má podivuhodně dlouhý život.
V knize Věž úsvitu je odhaleno, že Maeve je královnou Valgů a vládne Stygijským pavoukům.